# Portret Félixa de Azara
Portret Félixa de Azara (hiszp. Retrato de Félix de Azara) – obraz olejny hiszpańskiego malarza Francisca Goi (1746–1828). Portret przedstawiający wojskowego inżyniera i przyrodnika Félixa de Azara jest eksponowany w Museo Camón Aznar w Saragossie.

## Félix de Azara
Félix de Azara y Perera (1742–1821) pochodził z Aragonii, był inżynierem wojskowym i człowiekiem oświecenia. Kierował budową fortyfikacji w Figueras i na Majorce, został ciężko ranny w nieudanej inwazji morskiej na Algier w 1775. Spędził 21 lat w Paragwaju, wcielając w życie postanowienia traktatu z El Pardo o kolonialnych granicach. W tym czasie badał ekonomię, geografię, faunę i florę Paragwaju, które opisał w pracach naukowych. W 1801 wrócił do Hiszpanii, a następnie wyjechał do Paryża, gdzie jego prace zyskały aprobatę naukowców z Muzeum Historii Naturalnej i przyniosły mu międzynarodową sławę. W 1802 awansował na brygadiera marynarki wojennej, a w następnym roku chciał przejść na emeryturę i odrzucił stanowisko wicekróla Meksyku, które oferował mu Manuel Godoy. W 1805 został członkiem Rady Fortyfikacji i Obrony Indii. Po zakończeniu wojny niepodległościowej i przywróceniu monarchii absolutnej usunął się z życia publicznego i wyjechał do Barbuñales, gdzie prowadził badania nad rolnictwem dla Real Sociedad Económica Aragonesa. Zmarł w 1821 w rodzinnym Barbuñales.

## Opis obrazu
Goya sportretował Félixa de Azara w 1805, kiedy ten wrócił do Hiszpanii i przyjął stanowisko w Radzie Fortyfikacji i Obrony Indii. Nie stworzył konwencjonalnego portretu wojskowego, lecz przedstawił go w odtworzonym gabinecie naukowym, nawiązując do jego działalności badawczo-przyrodniczej. Przedstawił go w całej postaci, na pierwszym planie, w mundurze brygadiera, opartego o laskę oficerską. W prawej dłoni trzyma kartkę z własnym imieniem, podpisem i datą ukończenia obrazu (Don Félix de Azara por Goya 1805). Na tle żółtych spodni odcina się szabla ze złotymi zdobieniami. Za nim widoczne jest biurko z trzema książkami, które reprezentują jego prace naukowe, zidentyfikowane na grzbietach: Paxaros, Quadrup i Histo. Natur. Na nich Goya umieścił bikorn z czerwoną kokardą narodową, a w tle zasłonę i półki pełne ptaków i wypchanych czworonogów.
Twarz jest pełna naturalizmu i witalności, uwagę zwraca badawcze spojrzenie. Goya przedstawia człowieka pewnego siebie i dumnego z wykonywanego zawodu. Ciekawa jest kombinacja żółci spodni z cynobrem klap, kołnierza i mankietów kaftana. Przedmioty w tle są namalowane bardziej swobodnymi pociągnięciami pędzla, podczas gdy twarz i mundur są oddane z dbałością o szczegóły. Kolorystyka tła opiera się na ciepłych różowych, żółtych, zielonkawych, niebieskawych i białych barwach, które nie odwracają uwagi od postaci portretowanego.

## Proweniencja
Obraz należał do potomków portretowanego przez wiele pokoleń, aż ok. 1955 José Jordán de Urriés y Azara zdeponował go w Museo de Zaragoza. Na początku lat 80. XX w. obraz zakupiła Ibercaja i znajdował się w jej głównej siedzibie, a w 2008 został przeniesiony do Museo Camón Aznar w Saragossie.